# Eisenbahnunfall von Stéblová
Bei dem Eisenbahnunfall von Stéblová stieß am 14. November 1960 bei der Ausfahrt aus dem Bahnhof Stéblová in der Tschechoslowakei, ein Dieseltriebwagen mit einem von einer Dampflokomotive gezogenen Personenzug zusammen. Dabei starben 118 Menschen, 110 weitere wurden schwer verletzt.

## Unfallhergang
Am Nachmittag des Unfalltages herrschte in Stéblová Nebel. Die Züge sollten nacheinander aus dem Bahnhof ausfahren, da sich die Fahrstraßen beider Züge kreuzten. Es handelte sich bei beiden Zügen um stark besetzte Pendlerzüge, mit denen Menschen nach Hause fuhren.
Während einer der Züge dem Signalstand entsprechend ordnungsgemäß ausfuhr, erhielt auch der zweite Zug – versehentlich – von der Zugaufsicht den Abfahrauftrag. Aufgrund des Nebels erkannte dessen Lokomotivführer nicht, dass das für ihn verbindliche Ausfahrsignal „Halt“ zeigte. So kam es zum Zusammenstoß.
Nach dem Zusammenstoß kippte der Lokomotivführer der Dampflokomotive glühende Kohlen ab, um einen Kesselzerknall zu verhindern. Diese entzündeten auslaufenden Dieselkraftstoff des Triebwagens, der sofort anfing zu brennen. Die meisten Toten oder Verletzten erlagen den Brandverletzungen oder einer Rauchgasvergiftung.

## Folgen
Aufgrund der im damaligen politischen System waltenden Pressezensur fand der Unfall nur kurze Erwähnung in den Medien und wurde sonst tot geschwiegen, obwohl es der schwerste Eisenbahnunfall in der Geschichte der Tschechoslowakei war.